# Sant'Andrea in Percussina
Sant'Andrea in Percussina is een plaats (frazione) in de Italiaanse gemeente San Casciano in Val di Pesa.